# 越智岡村
越智岡村（おちおかむら）は奈良県北西部、高市郡に属していた村。現在は高取町の一部。

## 歴史
- 1889年（明治22年）4月1日 - 町村制の施行により、兵庫村、田井庄村、薩摩村、与楽村、寺崎村、越智村、車木村、森村、佐田村が合併し越智岡村が成立。
- 1954年（昭和29年）10月1日 - （旧）高取町、船倉村と合併し、（新）高取町が発足。同日越智岡村消滅。